# 3232 Brest
3232 Brest је астероид главног астероидног појаса са средњом удаљеношћу од Сунца која износи 3,022 астрономских јединица (АЈ).
Апсолутна магнитуда астероида је 11,7.